# Urotrygon chilensis
Urotrygon chilensis é uma espécie de peixe da família Urotrygonidae.
Pode ser encontrada nos seguintes países: Chile, Colômbia, Costa Rica, Equador, El Salvador, Guatemala, Honduras, México, Nicarágua, Panamá e Peru.
Os seus habitats naturais são: mar aberto.